# Royal Regiment of Foot
Royal Regiment of Foot – najstarszy pułk w armii brytyjskiej. Założył go w 1633 Sir John Hepburn na mocy edyktu Karola I Stuarta. Od 1751 przemianowany na 1 pułk piechoty. Żołnierze pułku walczyli w drugiej połowie XVII wieku przeciw Holendrom. Brali udział w wielkich bitwach XVIII wieku; pod Schellenberg i Blenheim (1704), Ramillies (1706), Oudenarde (1708) Malplaquet (1709), Fontenoy (1745), Culloden (1746). Brał udział w wyprawie na Puerto Bello (1740). W czasie wojny siedmioletniej (1756–1763) służył w Ameryce.

## Nazwy regimentu

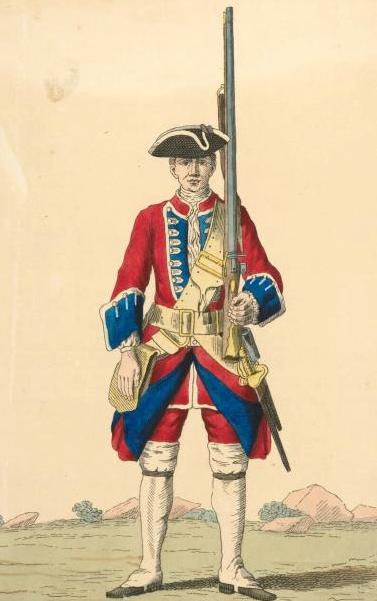
Żołnierz Royal Regiment of Foot (1742)

W swojej historii nosił między innymi następujące imię:
- 1633 – Le Regiment d'Hebron lub Hepburn's Regiment,
- 1637 – Le Regiment d'Douglas lub Douglas's Regiment,
- 1666 – The Scotch Regiment of Foot,
- 1678 – Dumbarton's Regiment,
- 1684 – The Royal Regiment of Foot,
- 1751 – The 1st lub the Royal Regiment,
- 1812 – The 1st lub Royal Scots,
- 1821 – The 1st lub the Royal Regiment,
- 1871 – The 1st lub the Royal Scots Regiment,
- 1881 – The Lothian Regiment (Royal Scots),
- 1882 – The Royal Scots (Lothian Regiment),
- 1920 – The Royal Scots (The Royal Regiment).

Ponieważ do pułku rekrutowani zawsze byli Szkoci zwany jest dziś często Royal Scots. Stanowi część tzw. Szkockiej Dywizji Piechoty.